# AMZ Tur II
AMZ Tur II – pojazd opancerzony klasy LMV zaprojektowany w firmie AMZ-Kutno z Kutna. Pozostał na etapie prototypu.

## Historia i charakterystyka
AMZ Tur II posiadający stały napęd na 4 koła pojawił się w 2008 roku jako następca pojazdu AMZ Tur, o większej dopuszczalnej masie całkowitej – do 9,4 ton. W odróżnieniu od poprzednika, wykorzystano francuskie podwozie Renault Sherpa 3. Tur 2 jest napędzany 4,5-litrowym silnikiem wysokoprężnym Cumminsa o mocy 220 KM, z automatyczną skrzynią biegów Allison 2500 (6 biegów w przód, 1 w tył). Podwozie wyposażone jest w koła z oponami 335/80 R20, z systemem centralnego pompowania (CTIS). 200-litrowy zbiornik paliwa pozwala na przejechanie do 800 km z prędkością podróżną 70 km/h, przy czym maksymalna prędkość Tura II jest określana jako 120 km/h, zaś minimalna to 4 km/h.
Tur 2 zapewniać ma ochronę balistyczną załogi na poziomie 3 STANAG 4569 (7,62x51AP z 30 m z prędkością 930 m/s) i osłonę przeciwminową w pełnym zakresie 2 poziomu (czyli 6 kg TNT pod kołem i centralnie pod kadłubem) z opcją rozszerzenia do poziomu 3. Odłamkoodporność ma być utrzymana na poziomie 5 (pocisk 155-mm eksplodujący 25 m od pojazdu w zakresie 0-90°), co dobrze rokuje także wysokiemu poziomowi odporności na atak ładunkami improwizowanymi.
Załogę stanowić może 5 osób w układzie 2+3. Przy zachowaniu powyższego poziomu ochrony pojazd wciąż dysponuje ładownością na poziomie 1200 kg, co może być wykorzystane do instalacji uzbrojenia czy wyposażenia specjalnego bądź transportu zaopatrzenia.
Pojazd ten był prezentowany ze zdalnie sterowanymi stanowiskami uzbrojenia produkcji ZM Tarnów ZSMU-1276C1 lub produkcji szwedzkiej Saab Trackfire, wyposażonymi (w zależności od wersji) w wielkokalibrowy karabin maszynowy 12,7 mm, uniwersalny karabin maszynowy bądź wyrzutnie czterech rakiet niekierowanych kalibru 70 mm.
Prototyp został zaprezentowany po raz pierwszy na salonie Eurosatory w czerwcu 2008 roku w Paryżu. Samochód nie został zamówiony przez Wojsko Polskie ani odbiorców zagranicznych i pozostał prototypem. Kolejne dwa pojazdy rodziny Tur były lżejsze, opracowane z myślą o odbiorcach zagranicznych (Tur III, Tur IV), a kolejnym modelem proponowanym przez firmę dla Wojska Polskiego był Tur V.